# Mehrfamilienhaus Neue Reihe 40

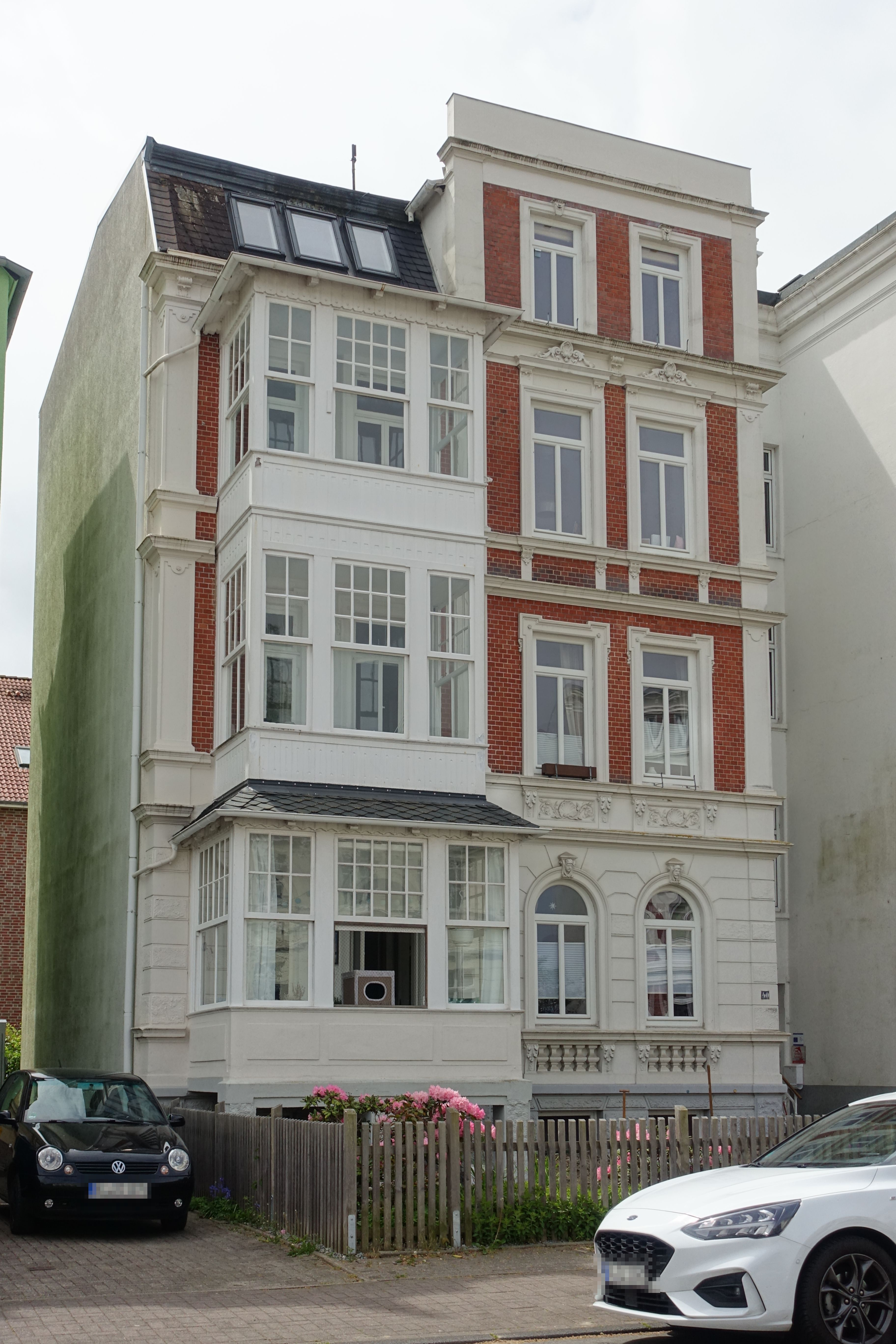
Neue Reihe 40

Das Mehrfamilienhaus Neue Reihe 40, südlich des Seedeiches, in der niedersächsischen Kreisstadt Cuxhaven im Landkreis Cuxhaven stammt vom Ende des 19. Jahrhunderts.
Aktuell (2024) wird es durch Wohnungen genutzt.
Das Gebäude steht unter Denkmalschutz (siehe auch Liste der Baudenkmale in Cuxhaven).

## Geschichte und Beschreibung
Vom Alten Hafen ausgehend, entstand nach 1790 eine Häuserzeile. Die Neue Reihe wurde in der Nähe des Hafens eine bevorzugte Wohngegend für Lotsen. Eine Gruppe von vierzehn unterschiedlichen ein- bis viergeschossigen (im Westen) Wohnbauten in Backstein entstand von 1898 bis 1902 und 1908 an der der Südseite der Neuen Reihe mit den Nr. 39 bis 50.
Das dreigeschossige traufständige verputzte unterkellerte Gebäude mit Mansarddach mit viergeschossigem Seitenrisalit (ähnlich wie bei Nr. 39) wurde ab 1898 gebaut. Die Straßenfassade wurde im rechten Erdgeschoss gestaltet mit Putzelementen als Scheinquaderung sowie dem Wintergarten, mit Fenster- und Türrahmungen, zwei geschossteilenden Gesimsbändern sowie Traufgesims und Attika. In den Obergeschossen wurde linksseitig ein Erker mit Loggien angeordnet. Der seitliche Eingang ist zurückversetzt.
Das Landesdenkmalamt befand u. a.: „… Einheitlich ist die Gestaltung als verputzte Massivbauten mit barockisierendem Putzdekor, manchmal sind Teile der Straßenfassaden auch backsteinsichtig gestaltet.“